# Seillac
Ne doit pas être confondu avec Ceillac.
Seillac est une commune historique du Loir-et-Cher (région Centre-Val de Loire), reléguée au statut de commune déléguée depuis 2017 et la fusion administrative avec Chouzy-sur-Cisse et Coulanges pour créer la commune nouvelle de Valloire-sur-Cisse.

## Géographie

### Localisation
Les communes limitrophes sont  Chambon-sur-Cisse, Coulanges, Onzain, Orchaise et Santenay.
La gare ferroviaire la plus proche de Seillac est la gare de Chouzy, située à 7,3 km à vol d'oiseau.

### Hydrographie
Au contraire du reste de la commune nouvelle de Valloire-sur-Cisse, Seillac n'est pas irriguée par la Cisse mais par l'un de ses affluents, le Cissereau.

### Lieux-dits et écarts
- Bonin,
- Prunay.

## Toponymie
- Absorbe entre 1790-1794 Prunay[2].
- Prunay du latin prunus, était planté de pruniers[3].

## Histoire

### Depuis la Révolution
La paroisse de Prunay est réunie à celle de Seillac en 1781 par ordonnance de l'évêque de Blois. Les collectes de Prunay et de Seillac fusionnent en janvier 1790 pour former la commune de Seillac.
Ne pas confondre avec la commune de Prunay, également en Loir-et-Cher, qui a pris le nom de Prunay-Cassereau en 1919, en raison notamment de la gare qui se trouvait au lieu-dit « le Cassereau » (ligne de Sargé-sur-Braye à Château-Renault).
Entre le 29 janvier 1939 et le 8 février, plus de 3 100 réfugiés espagnols fuyant l'effondrement de la république espagnole devant Franco, arrivent en Loir-et-Cher. Devant l'insuffisance des structures d'accueil (les haras de Selles-sur-Cher sont notamment utilisés), 47 villages sont mis à contribution, dont Seillac. Les réfugiés, essentiellement des femmes et des enfants, sont soumis à une quarantaine stricte, vaccinés, le courrier est limité, le ravitaillement, s'il est peu varié et cuisiné à la française, est cependant assuré. Au printemps et à l'été, les réfugiés sont regroupés à Bois-Brûlé (commune de Boisseau).

### Depuis 2017
En 2017, Seillac a fusionné avec Chouzy-sur-Cisse et Coulanges pour former la commune nouvelle de Valloire-sur-Cisse.

## Politique et administration

### Liste des maires
| Période                                  | Période       | Identité      | Étiquette | Qualité |
| ---------------------------------------- | ------------- | ------------- | --------- | ------- |
| Les données manquantes sont à compléter. |               |               |           |         |
| avant 1981                               | ?             | Eugène Ledoux |           |         |
| mars 2001                                | décembre 2016 | Jean Gasiglia |           |         |

Depuis 2017 et la création de Valloire-sur-Cisse, le maire élu à Seillac est maire délégué au maire de la commune nouvelle.
| Période      | Période  | Identité          | Étiquette | Qualité                     |
| ------------ | -------- | ----------------- | --------- | --------------------------- |
| janvier 2017 | mai 2020 | Jean Gasiglia     |           | Maire de Valloire-sur-Cisse |
| mai 2020     | mai 2026 | Michel Fourchault |           |                             |

## Population et société

### Démographie
L'évolution du nombre d'habitants est connue à travers les recensements de la population effectués dans la commune depuis 1793. À partir du 1er janvier 2009, les populations légales des communes sont publiées annuellement dans le cadre d'un recensement qui repose désormais sur une collecte d'information annuelle, concernant successivement tous les territoires communaux au cours d'une période de cinq ans. 
Pour les communes de moins de 10 000 habitants, une enquête de recensement portant sur toute la population est réalisée tous les cinq ans, les populations légales des années intermédiaires étant quant à elles estimées par interpolation ou extrapolation. Pour la commune, le premier recensement exhaustif entrant dans le cadre du nouveau dispositif a été réalisé en 2006,.
En 2014, la commune comptait 103 habitants, en évolution de +27,16 % par rapport à 2009 (Loir-et-Cher : +1,74 %, France hors Mayotte : +2,49 %).
| 1793 | 1800 | 1806 | 1821 | 1831 | 1836 | 1841 | 1846 | 1851 |
| ---- | ---- | ---- | ---- | ---- | ---- | ---- | ---- | ---- |
| 129  | 113  | 129  | 134  | 127  | 142  | 135  | 121  | 126  |

| 1856 | 1861 | 1866 | 1872 | 1876 | 1881 | 1886 | 1891 | 1896 |
| ---- | ---- | ---- | ---- | ---- | ---- | ---- | ---- | ---- |
| 112  | 139  | 154  | 166  | 167  | 150  | 157  | 151  | 146  |

| 1901 | 1906 | 1911 | 1921 | 1926 | 1931 | 1936 | 1946 | 1954 |
| ---- | ---- | ---- | ---- | ---- | ---- | ---- | ---- | ---- |
| 136  | 127  | 134  | 142  | 135  | 124  | 112  | 91   | 109  |

| 1962 | 1968 | 1975 | 1982 | 1990 | 1999 | 2006 | 2011 | 2014 |
| ---- | ---- | ---- | ---- | ---- | ---- | ---- | ---- | ---- |
| 104  | 89   | 95   | 65   | 65   | 78   | 82   | 87   | 103  |

### Pyramide des âges
La population de la commune est relativement âgée. Le taux de personnes d'un âge supérieur à 60 ans (29,3 %) est en effet supérieur au taux national (21,6 %) et au taux départemental (26,3 %).
Contrairement aux répartitions nationale et départementale, la population masculine de la commune est supérieure à la population féminine (53,7 % contre 48,4 % au niveau national et 48,6 % au niveau départemental).
La répartition de la population de la commune par tranches d'âge est, en 2007, la suivante :
- 53,7 % d'hommes (0 à 14 ans = 18,2 %, 15 à 29 ans = 18,2 %, 30 à 44 ans = 22,7 %, 45 à 59 ans = 15,9 %, plus de 60 ans = 25 %) ;
- 46,3 % de femmes (0 à 14 ans = 7,9 %, 15 à 29 ans = 13,2 %, 30 à 44 ans = 21,1 %, 45 à 59 ans = 23,7 %, plus de 60 ans = 34,2 %).

| Hommes | Classe d’âge | Femmes |
| ------ | ------------ | ------ |
| 0,0    | 90 ans ou +  | 2,6    |
| 13,6   | 75 à 89 ans  | 18,4   |
| 11,4   | 60 à 74 ans  | 13,2   |
| 15,9   | 45 à 59 ans  | 23,7   |
| 22,7   | 30 à 44 ans  | 21,1   |
| 18,2   | 15 à 29 ans  | 13,2   |
| 18,2   | 0 à 14 ans   | 7,9    |

| Hommes | Classe d’âge | Femmes |
| ------ | ------------ | ------ |
| 0,6    | 90 ans ou +  | 1,6    |
| 8,3    | 75 à 89 ans  | 11,5   |
| 14,8   | 60 à 74 ans  | 15,7   |
| 21,4   | 45 à 59 ans  | 20,6   |
| 20,3   | 30 à 44 ans  | 19,2   |
| 16,2   | 15 à 29 ans  | 14,7   |
| 18,5   | 0 à 14 ans   | 16,7   |

## Culture locale et patrimoine

### Lieux et monuments
- L'église paroissiale du XIIe siècle, dédiée à saint Jacques le Majeur, sans doute ancienne étape du pèlerinage de Saint-Jacques-de-Compostelle[14].
- Domaine de Seillac accueillant des séminaires.

### Personnalités liées à la commune
- Amédée Henri Charles de Saint-Hillier (1816-1870), militaire. N'est pas né à Prunay-le-Petit rattaché à Seillac mais à Prunay-Cassereau

### Héraldique
|  | Les armoiries de Seillac se blasonnent ainsi : De sinople à la tour d'or maçonnée de sable, ouverte et ajourée du champ, posée sur un étang aussi d'or, au chef du même chargé d'une coquille accostée de deux annelets, le tout de gueules. Création J.P. Fernon (1991). |